# Ère Ōchō
L'ère Ōchō (応長) est une des ères du Japon (年号, nengō, lit. « nom de l'année ») après l'ère Enkyō et avant l'ère Shōwa. Cette ère couvre la période allant du mois d'avril 1311 au mois de février 1312. L'empereur régnant est Hanazono-tennō (花園天皇).

## Changement d'ère
- 1311 Ōchō gannen (応長元年?) : Le nom de la nouvelle ère est créé pour marquer l'accession au trône de l'empereur Hanazono3. L'ère précédente se termine là où commence la nouvelle, en Enkyō 4.

## Événements de l'ère Ōchō
L'ancien empereur Fushimi administre la cour jusqu'au moment où il prend la tonsure et devient moine bouddhiste, ce qui arrive quand se termine cette nengō.
- 1311 (Ōchō 1,1re mois) : Le (régent) sesshō, Takatsukasa Fuyuhira prépare la cérémonie de la majorité de l'empereur Hanazono[4].
- 1311 (Ōchō 1, 3e mois) : Takatsukasa Fuyuhira est élevé au rang de kampaku[4].
- 1311 (Ōchō 1, 9e mois) : Hōjō Morotoki, dixième shikken du bakufu Kamakura, meurt à l'âge de trente-sept ans[4].

| Ōchō      | 1re  | 2e   |
| Grégorien | 1311 | 1312 |